# Musée civique de Viterbe
Le musée civique de Viterbe est un musée d'archéologie et d'art situé sur la Piazza Francesco Crispi, 13 à Viterbe, région du Latium, en Italie.

## Histoire
Le musée installé dans l'ancien couvent du XIIe siècle adjacent à l'église Santa Maria della Verità, dans le centre-ville, a été fondé en 1955 et est dédié depuis 2011 à Luigi Rossi Danielli, donateur d'une partie de la collection. Autour du cloître se trouve une série de sarcophages étrusques du IVe  au  IIIe siècle av. J.-C. provenant de tombes de Musarna, Norchia et Castel d'Asso. Dans le musée se trouvent également des sarcophages en terre cuite provenant de la ville étrusque de Surina (it) et l'ancien sarcophage de Bella Galiana ainsi qu'une collection archéologique provenant de Musarna, Ferento et San Giuliano, léguée en 1912  par Luigi Rossi Danielli à sa ville natale.

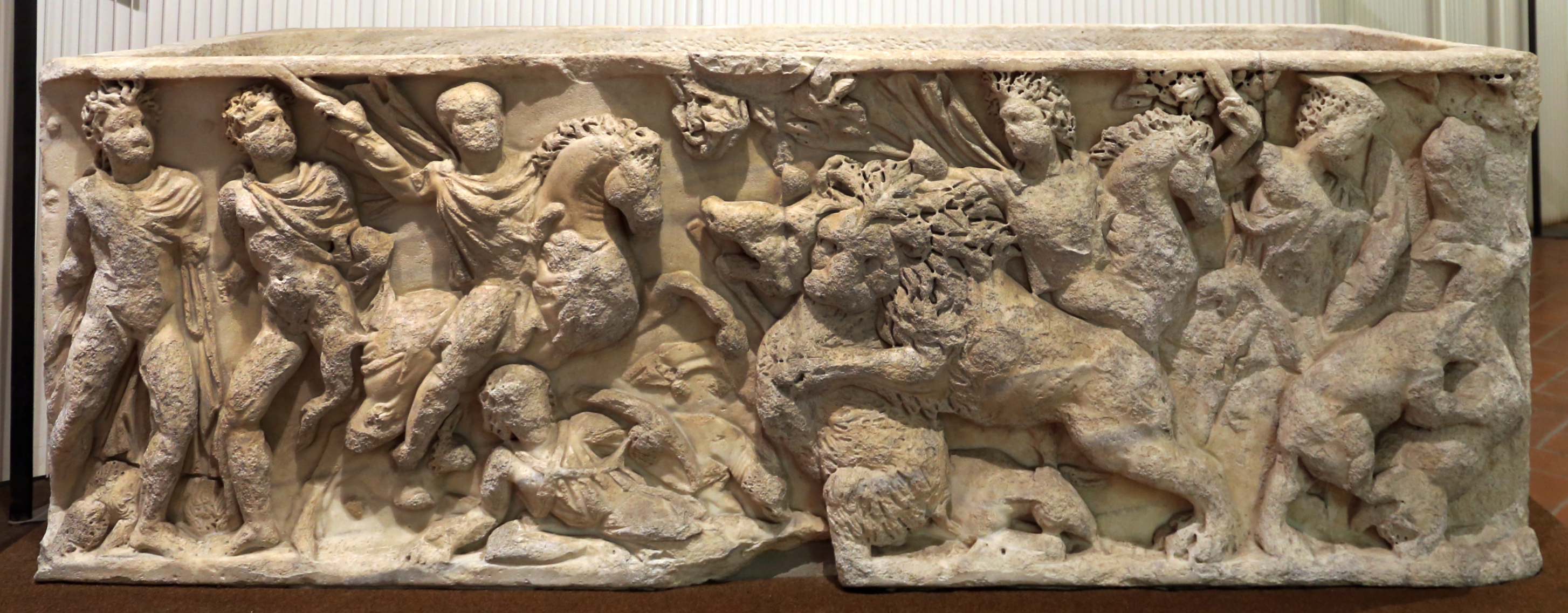
Sarcophage de Bella Galiana avec scène de chasse.

Le premier étage abrite la Pinacothèque ou Galerie d'Art, fondée au XIXe siècle avec des œuvres d'art expropriées à l'Église en vertu de la loi appliquée entre 1870 et 1874.

## Collections

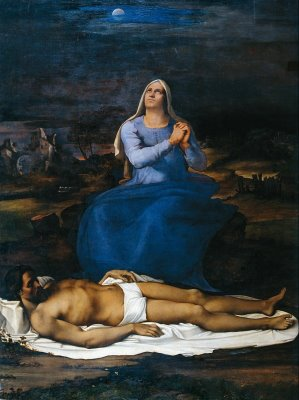
Pietà de Sebastiano del Piombo.
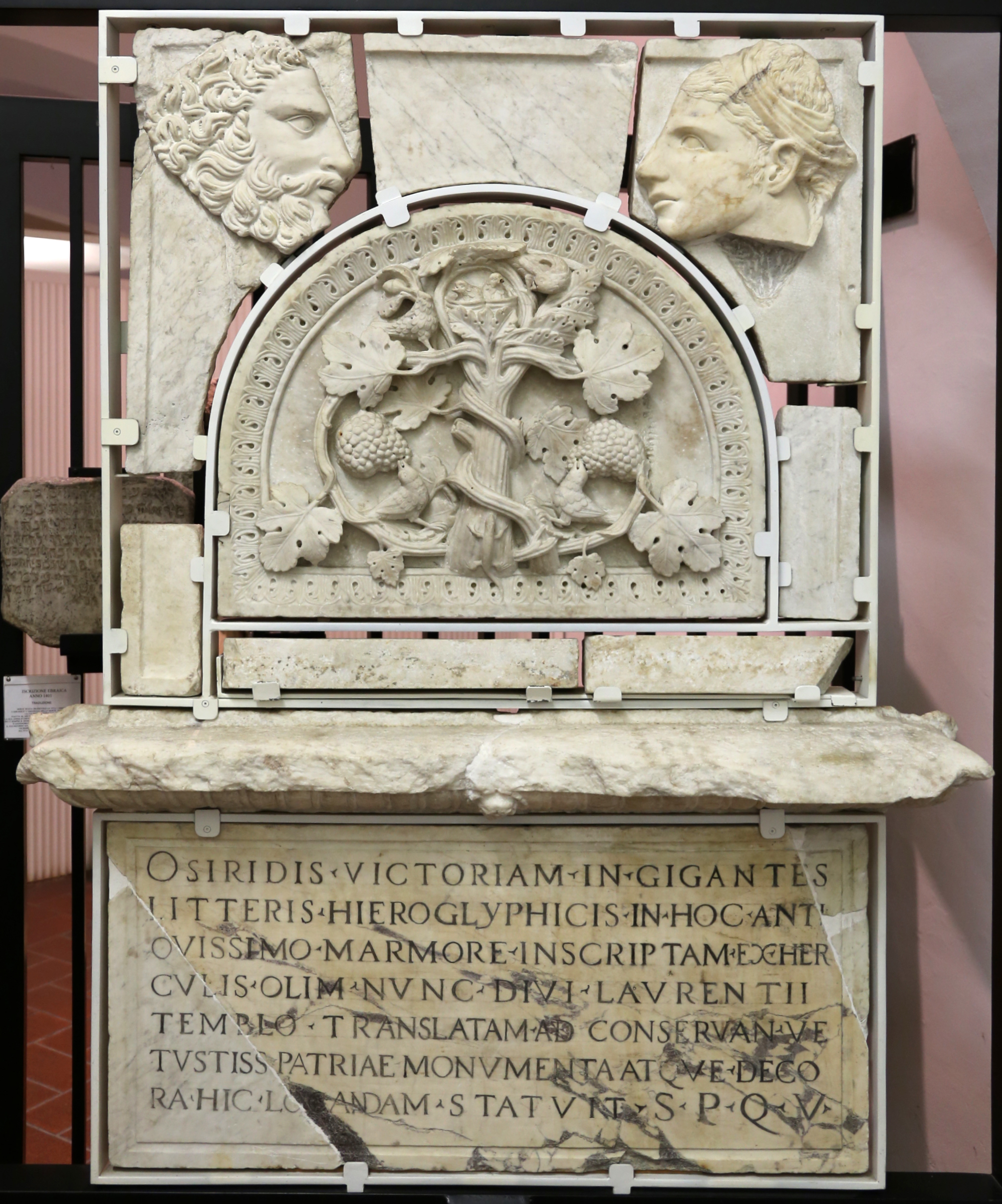
Marbre Osirien.
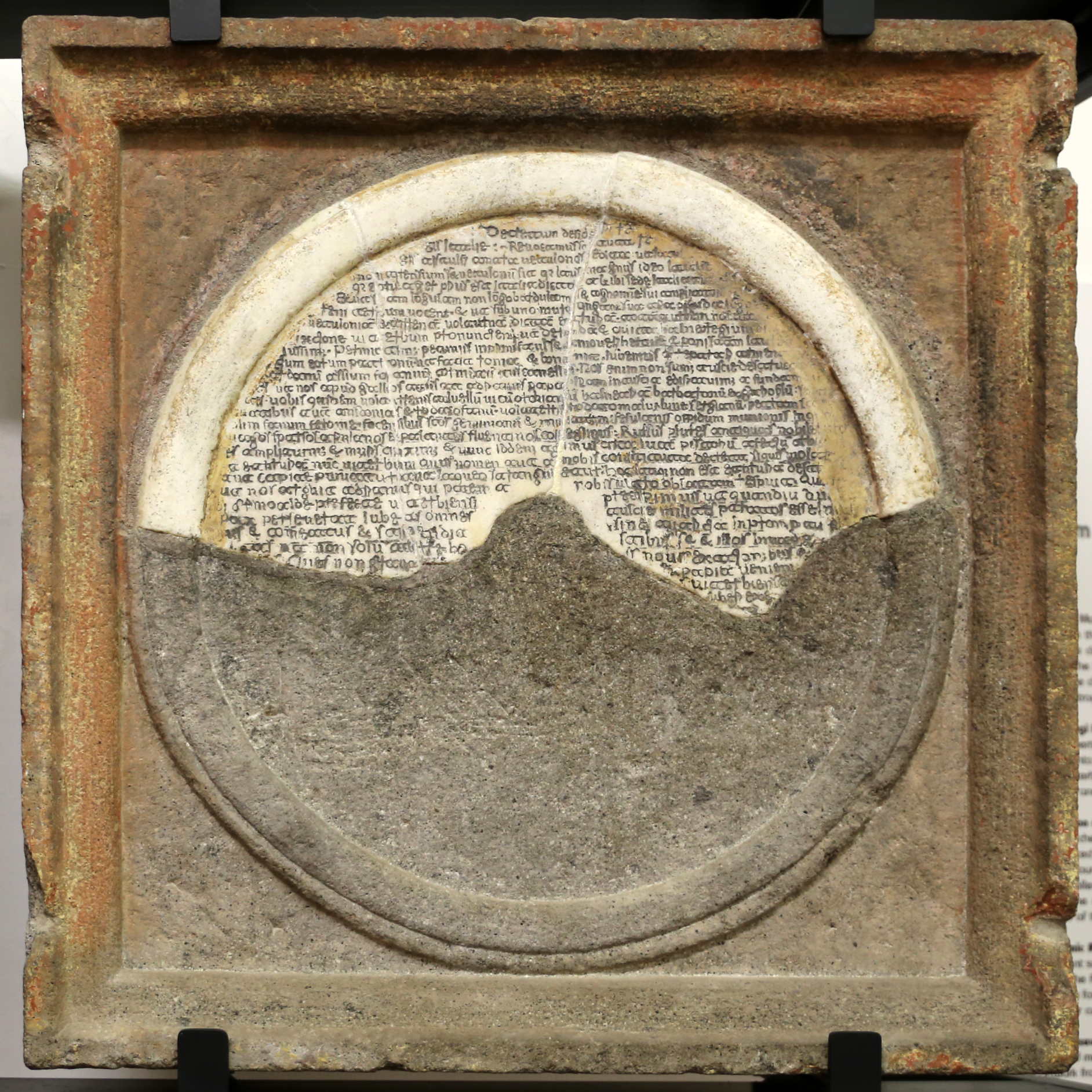
Décret de Desiderius.
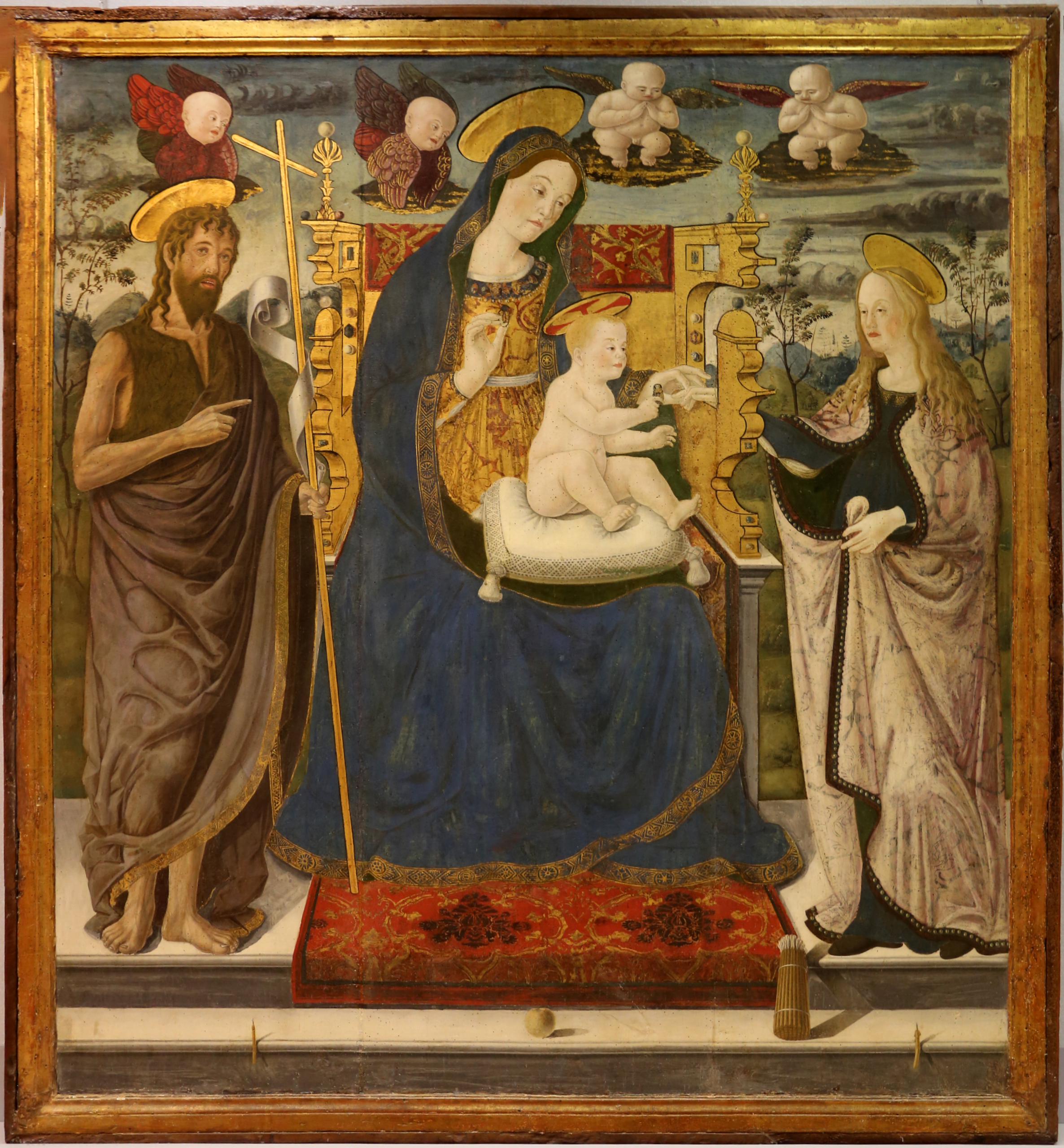
Mariage mystique de sainte Catherine de Pancrazio Jacovetti da Calvi.
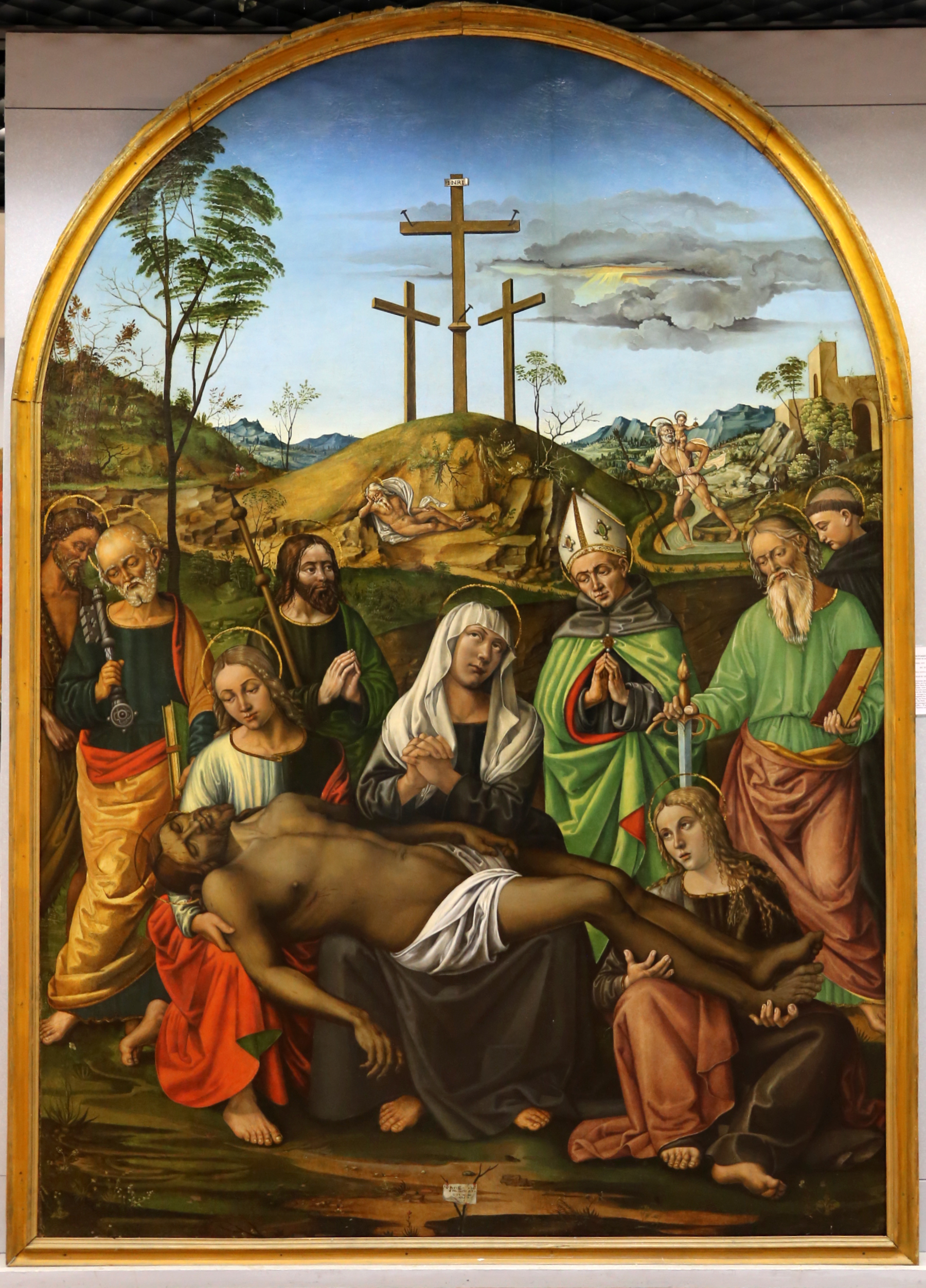
Déposition de Costantino Zelli.
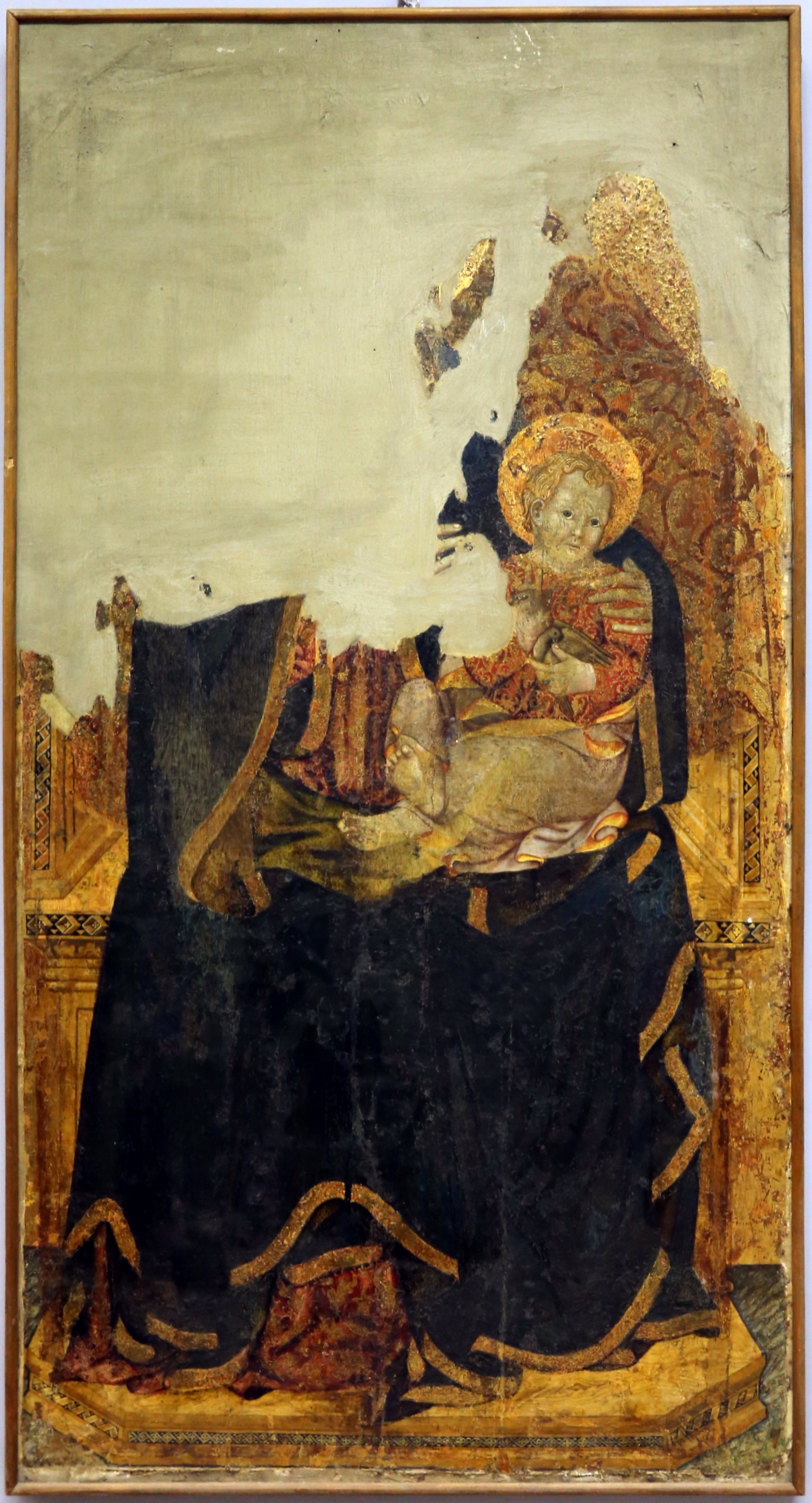
La Madone en trône par Francesco d'Antonio da Viterbo.
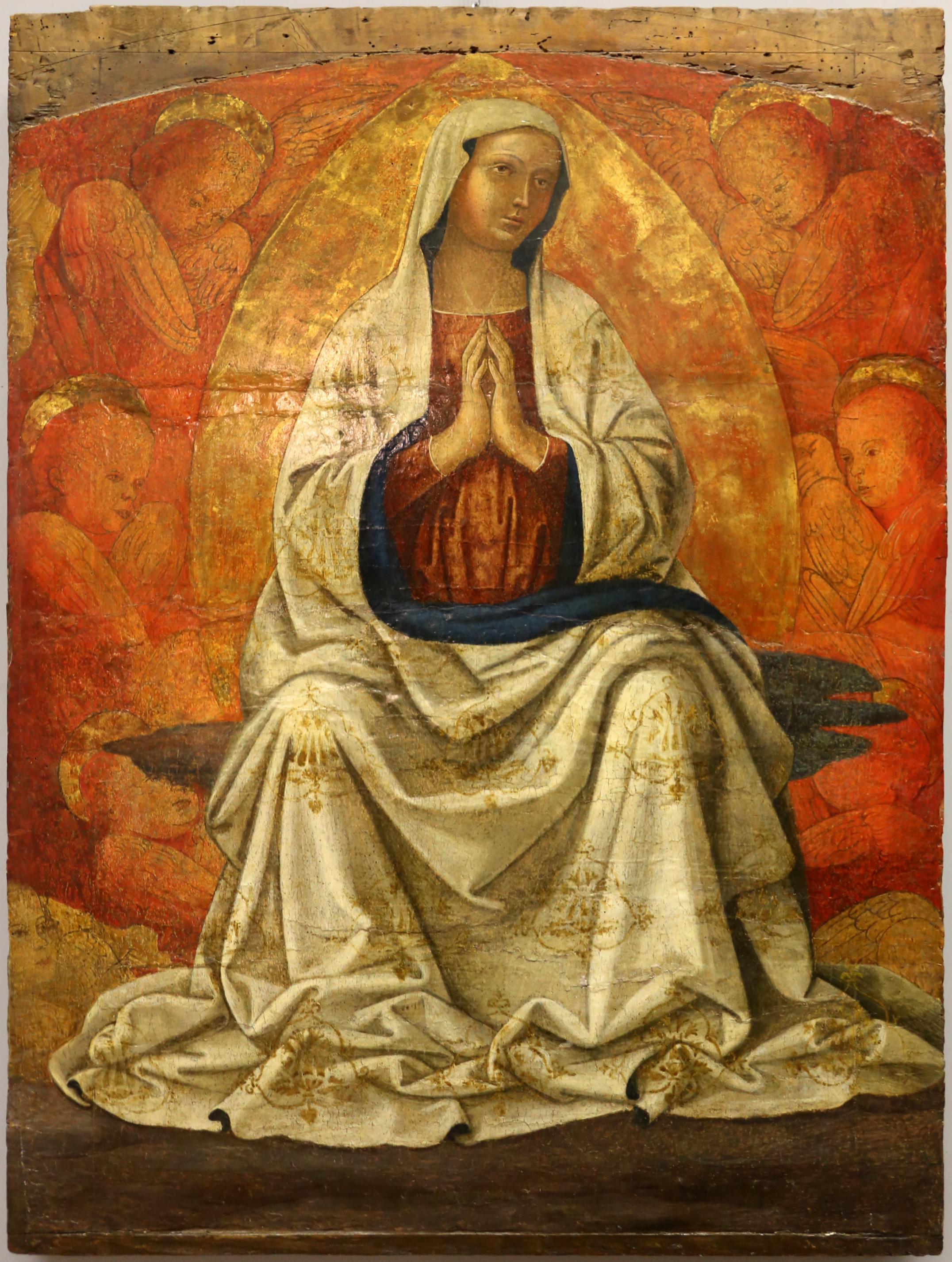
La Madone en gloire d'Antoniazzo Romano.
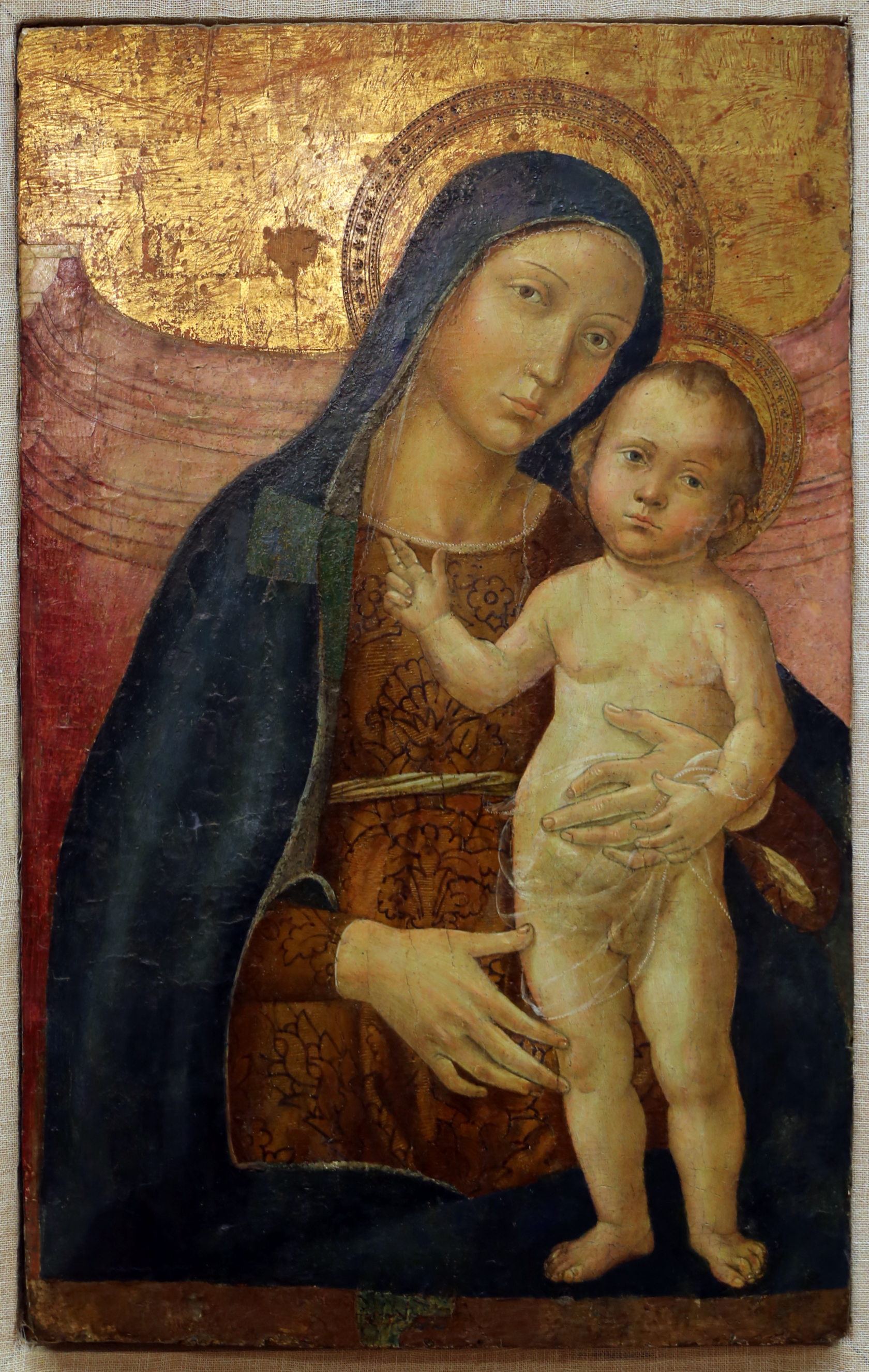
La Vierge à l'Enfant d'Antoniazzo Romano.
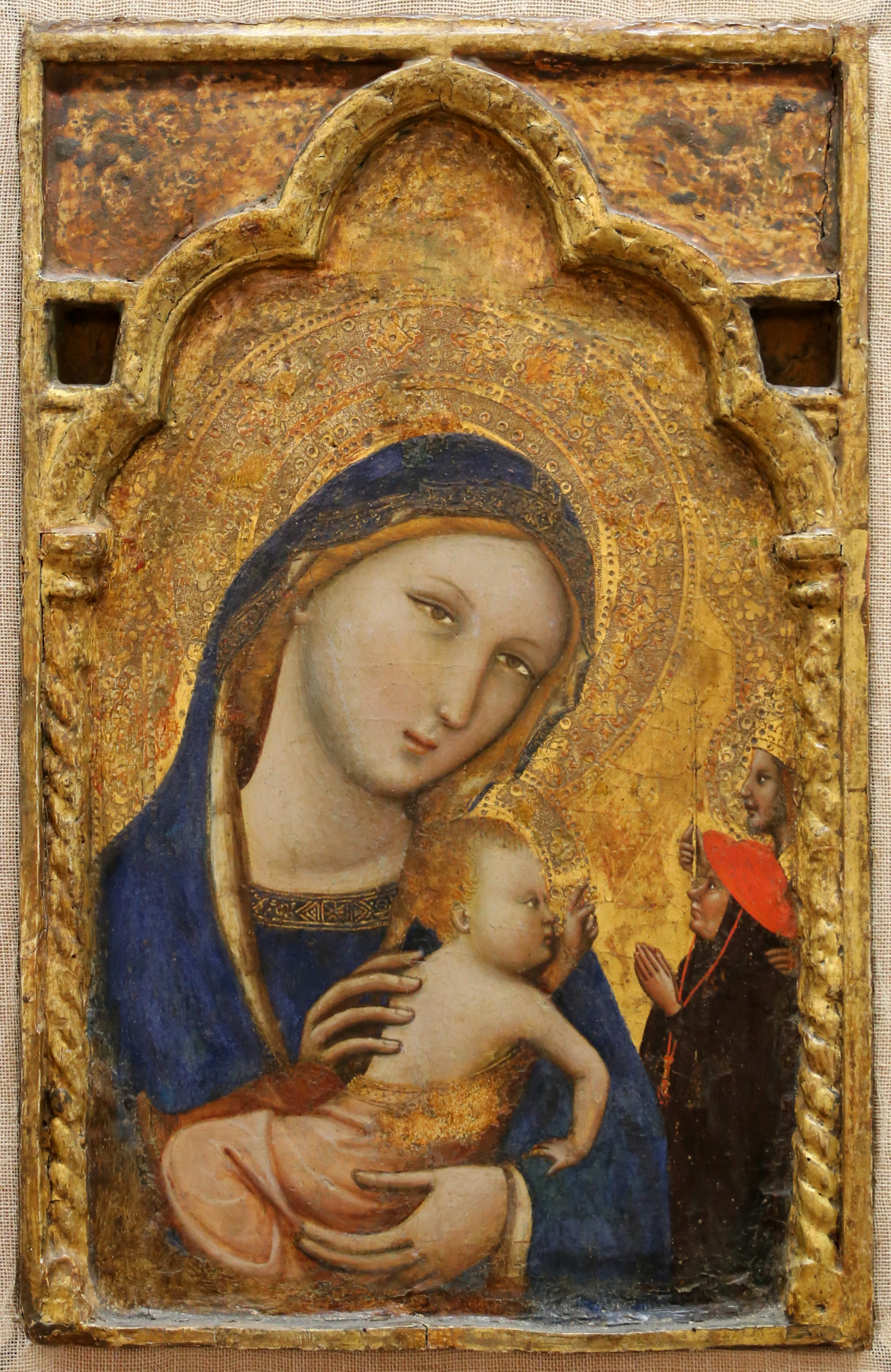
La Vierge, l'Enfant et les Évêques de Vitale da Bologna.
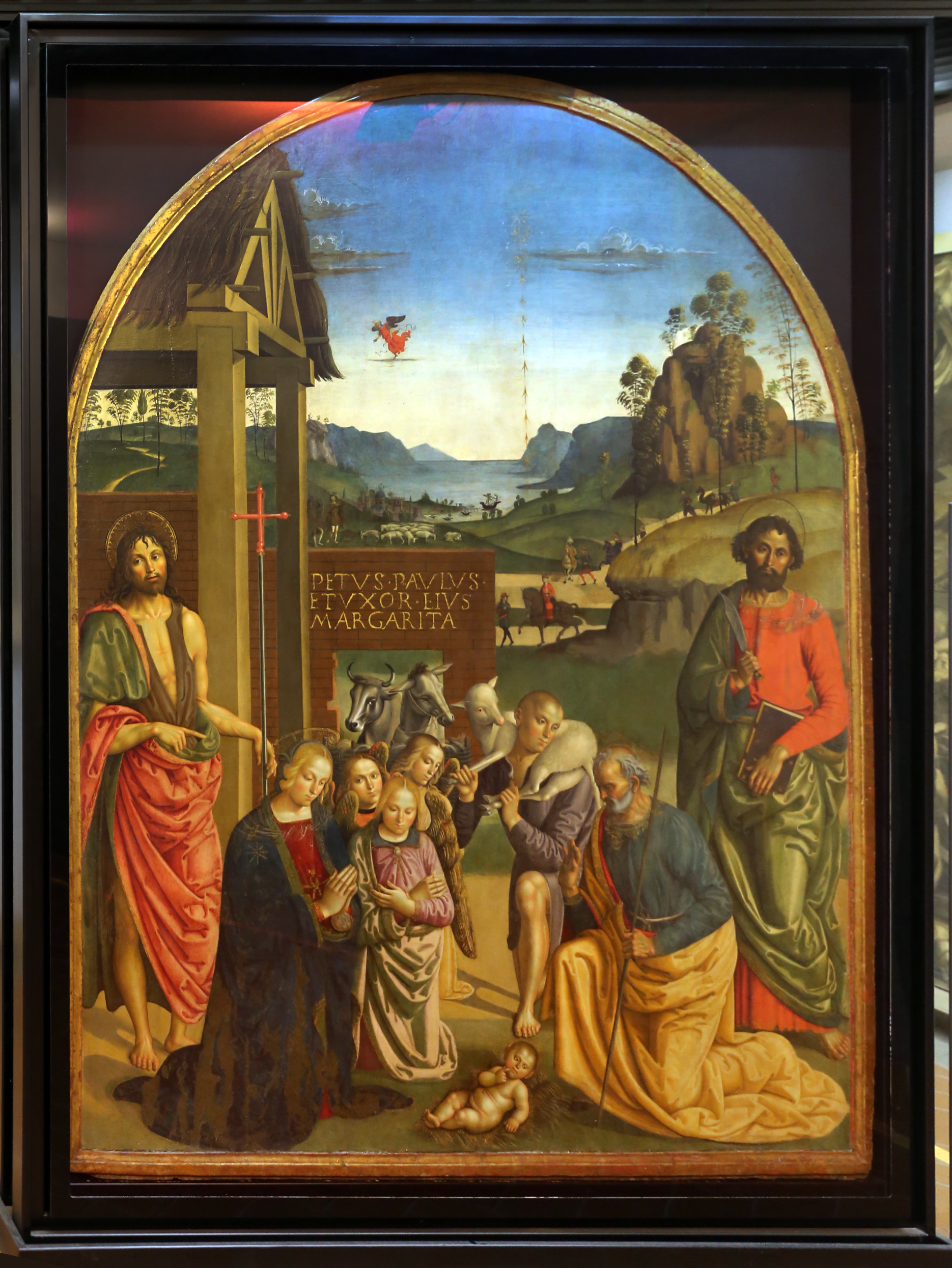
La Nativité de Antonio del Massaro.
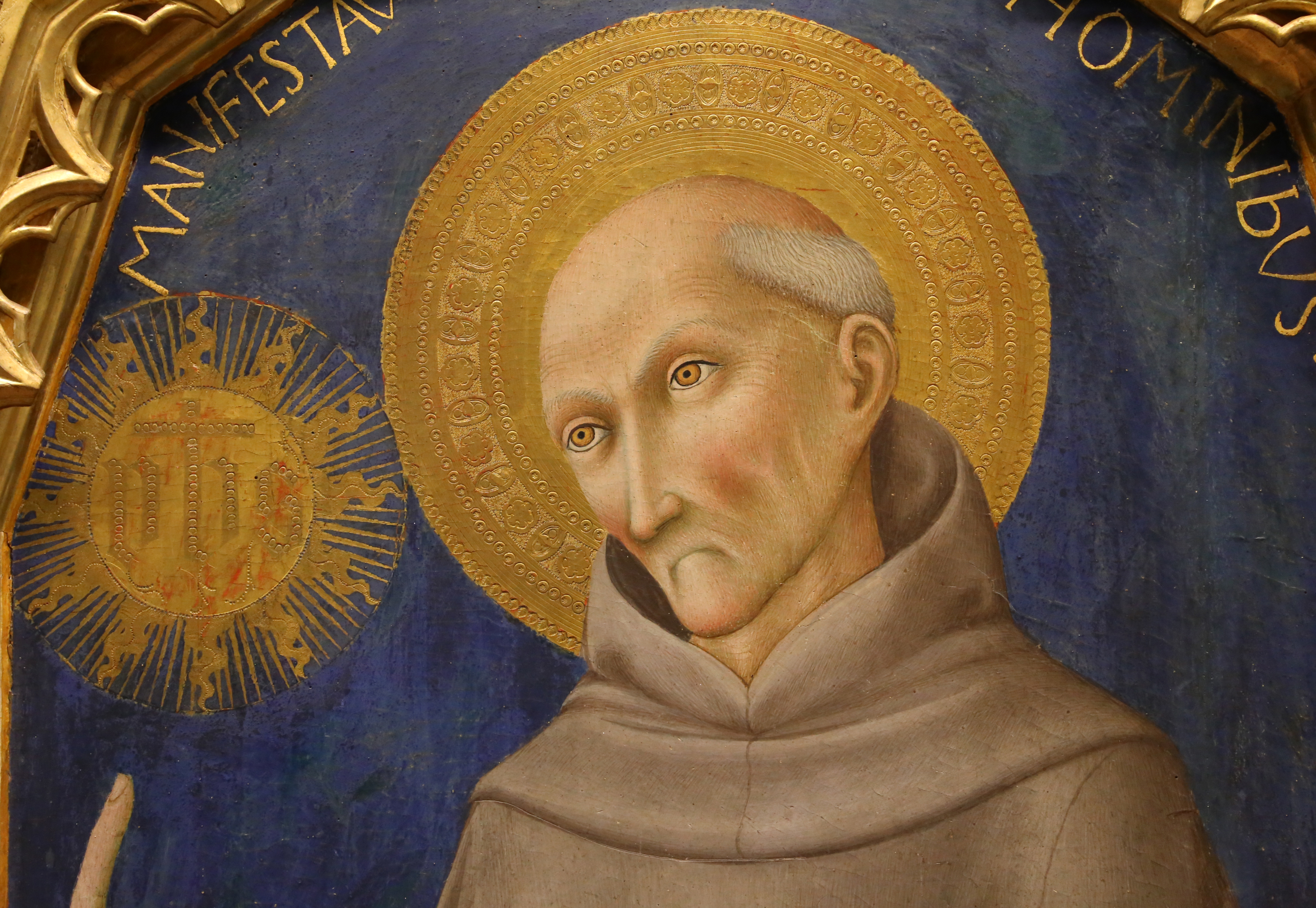
Saint Bernardin de Sienne de Sano di Pietro.
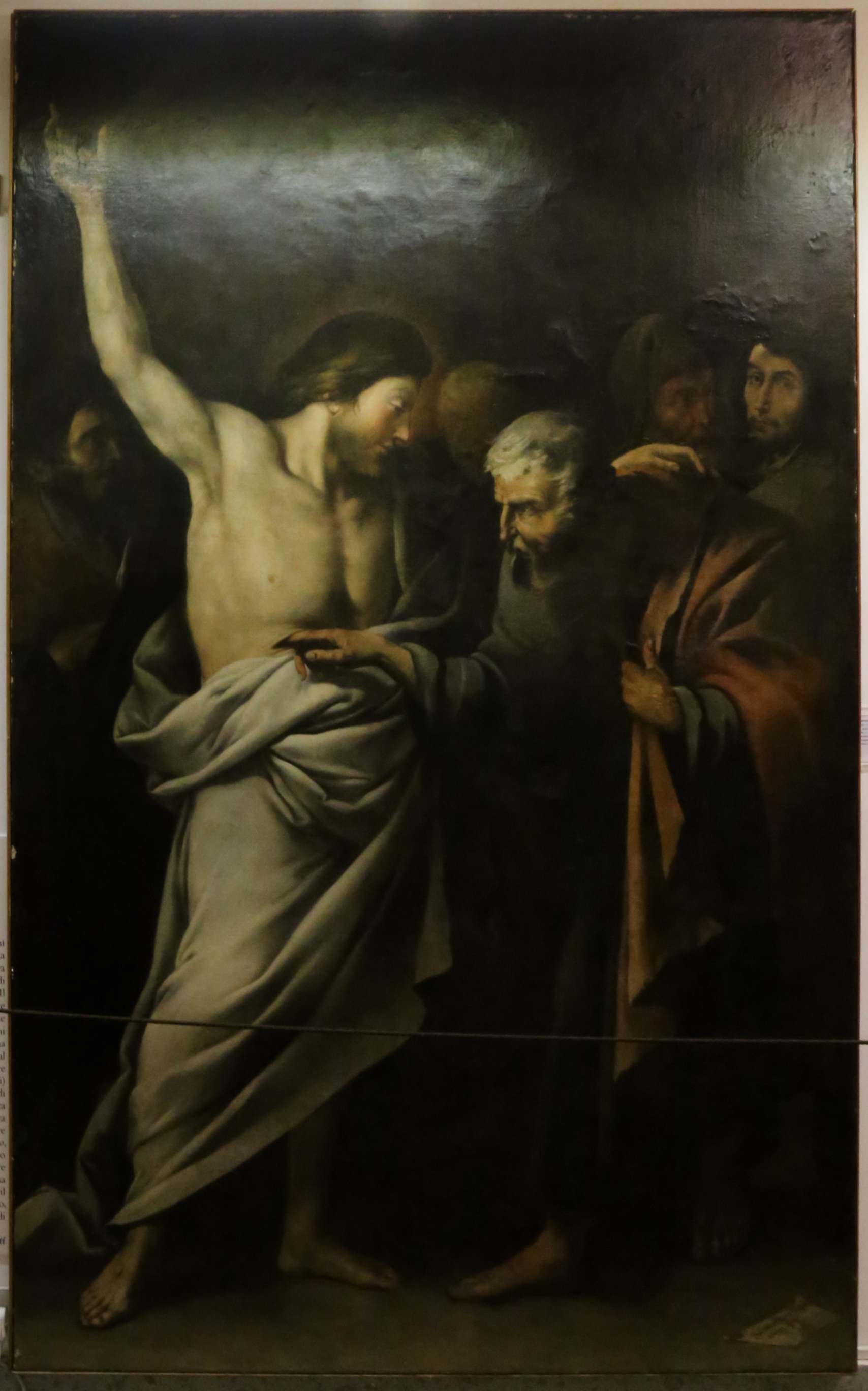
L'Incrédulité de saint Thomas par Salvator Rosa.
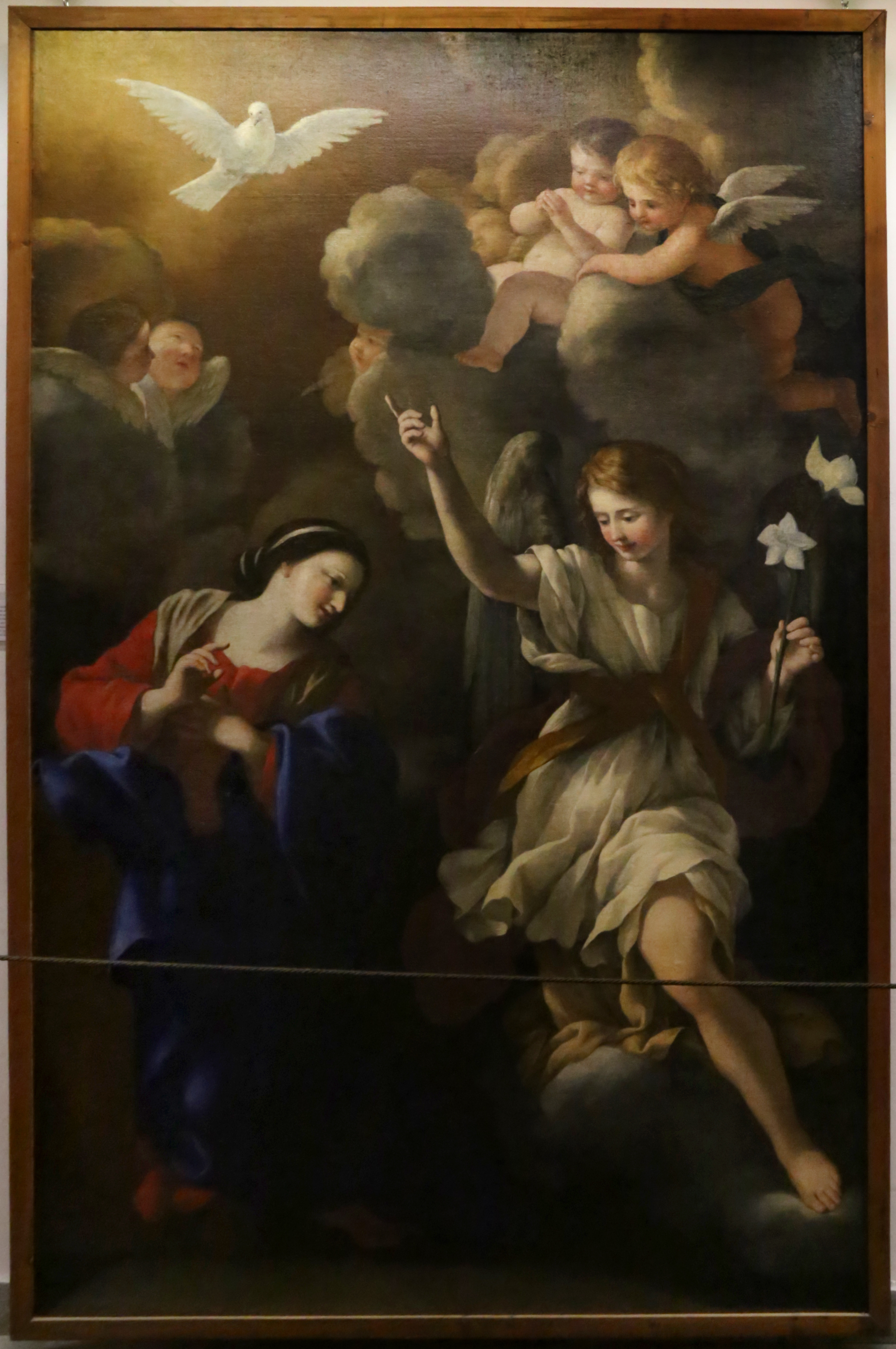
Annonciation de Giovanni Francesco Romanelli.
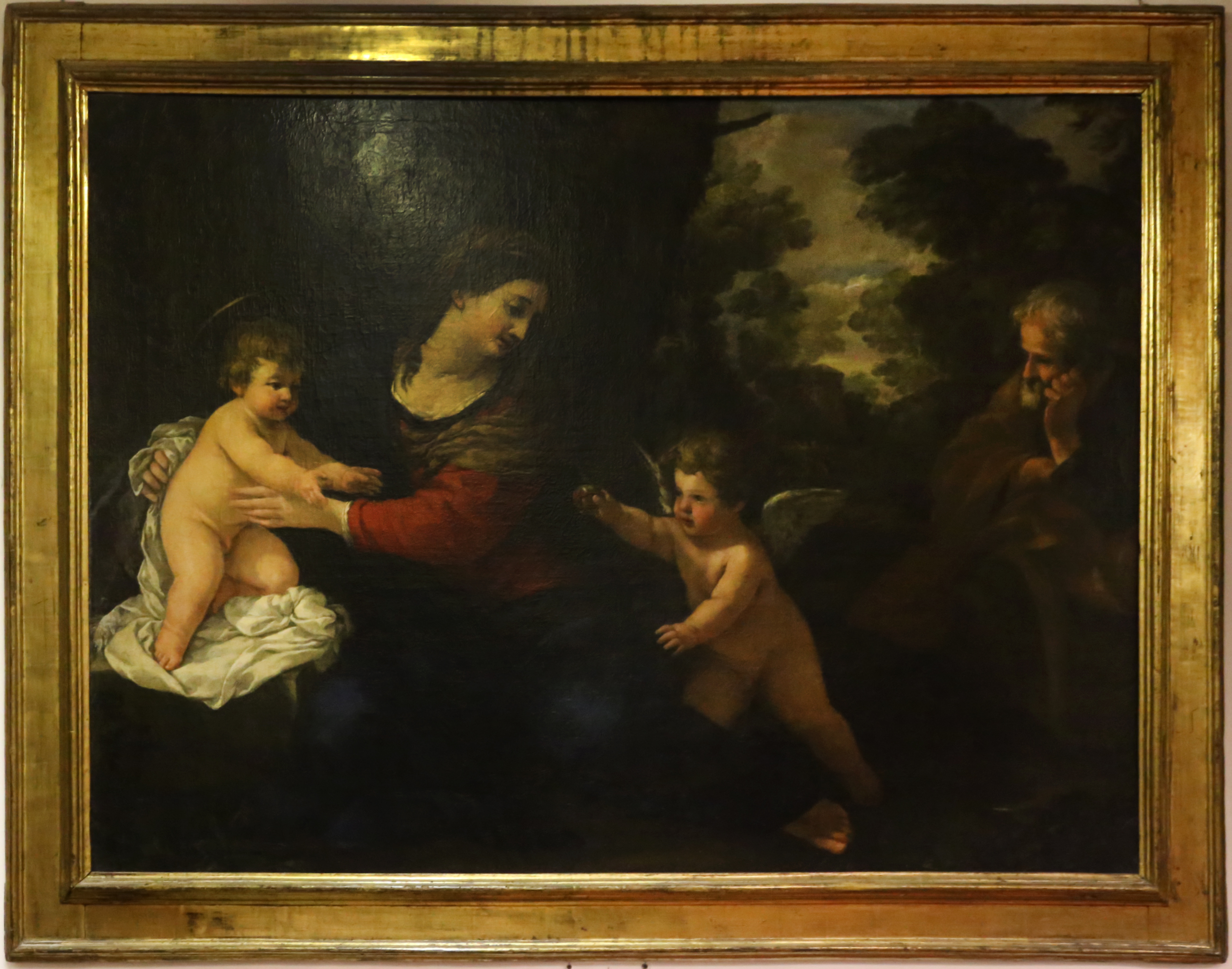
Repos en Égypte par Romanelli.
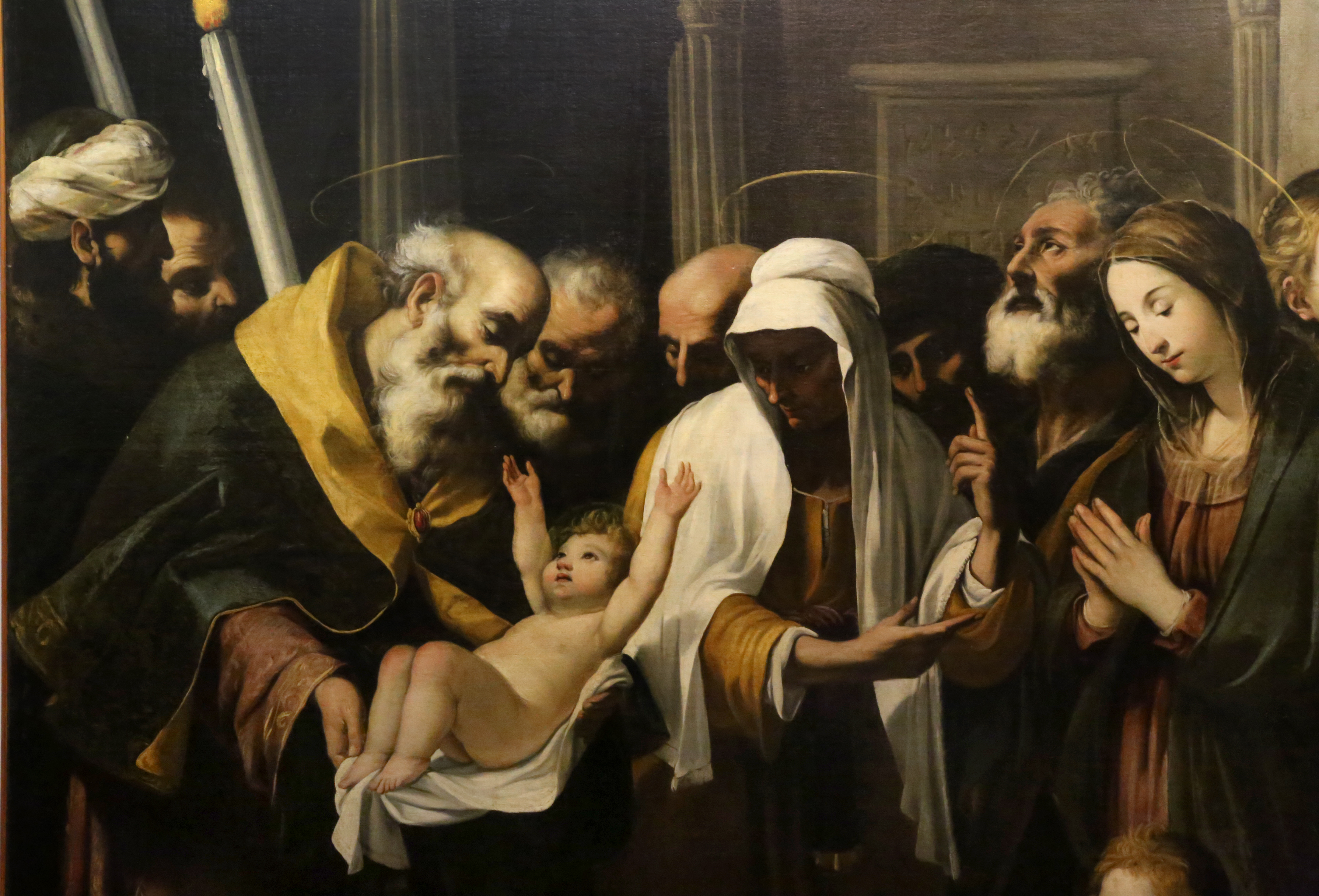
Présentation de Jésus au Temple par Antiveduto Grammatica.
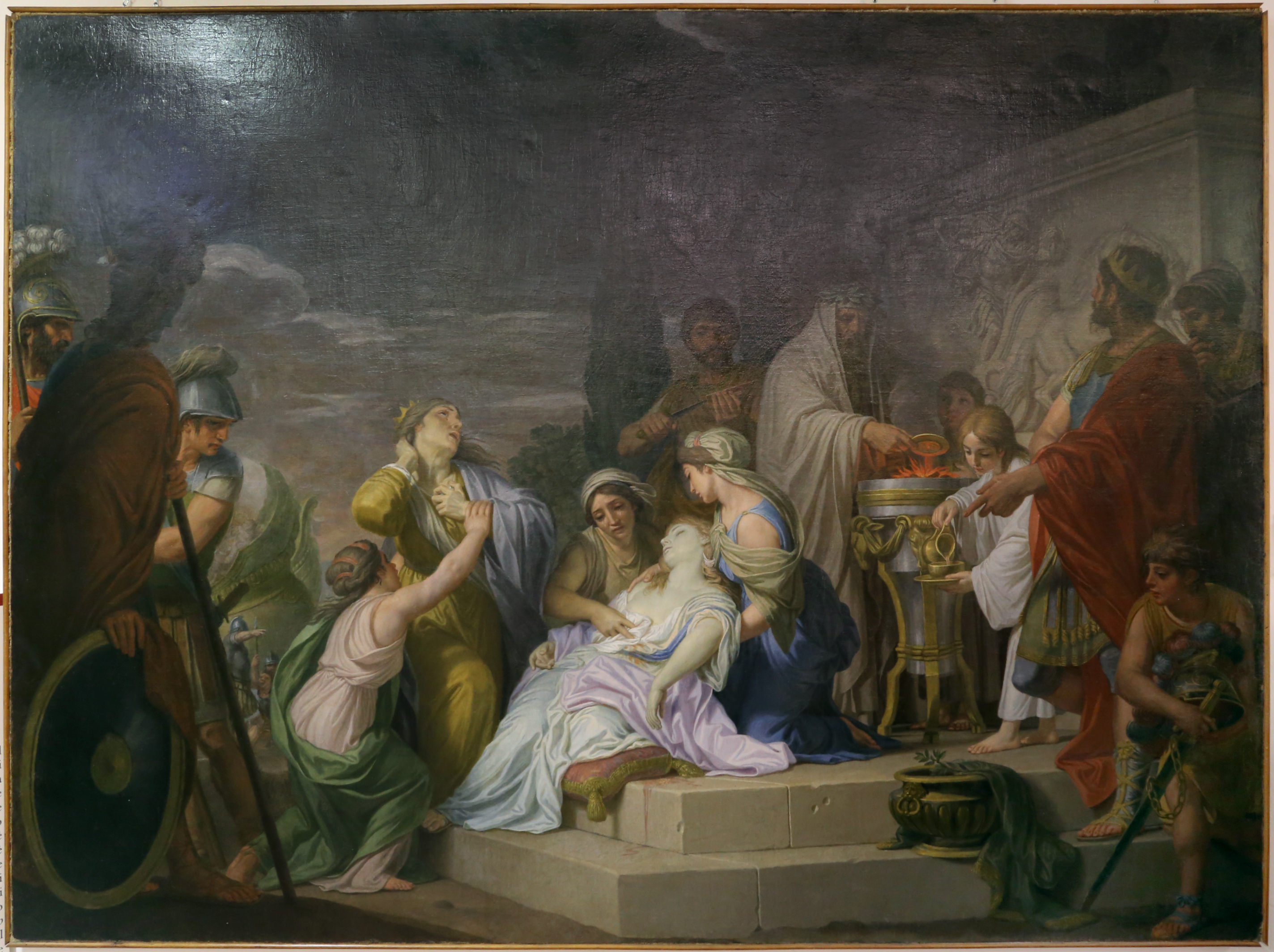
Sacrifice de Polyxène par Domenico Corvi.